# Paula (canción)
«Paula» es el tercer y último sencillo de la banda de rock alternativo Zoé perteneciente al álbum Memo Rex Commander y el Corazón Atómico de la Vía Láctea.  La canción se dio a conocer a principios del 2007 y se ubicó entre las 10 primeras más escuchadas de las principales emisoras de México.

## Otras versiones
Tiene una versión en álbum en vivo 281107 en vivo desde el Palacio de los Deportes ante 17,976 personas.
Crearon una versión para su álbum en vivo MTV Unplugged/Música de fondo del 2011 donde contaron con la compañía de músicos como Chetes en el Piano, Andrés Sánchez y Yamil Rezc en las Percusiónes. En la plataforma YouTube tiene una video en vivo del Unplugged con 65,218,766 visitas siendo una de las canciones más famosas de la banda.
Esta canción fue tocada en su Concierto en el Foro Sol pero no fue incluida ni el DVD y ni el CD.
Existen una versión en el álbum tributo a Zoé Reversiones cantada por el conocido cantante argentino Andrés Calamaro publicando en la plataforma YouTube el 25 de febrero del 2021.

## Historia
Esta canción se la dedicó León Larregui a se exnovia Paula Arriola quienes se había separado a finales de 2005.

## Personal
En la versión de Estudio participaron
- León Larregui - voz líder.
- Ángel Mosqueda - Bajo.
- Jesús Báez - Piano Rhodes.
- Sergio Acosta - guitarra eléctrica.
- Rodrigo Guardiola - Batería, Egg shaker.

En la versión del Unplugged participaron
- León Larregui - voz líder.
- Ángel Mosqueda - Bajo.
- Jesús Báez - Teclado.
- Sergio Acosta - guitarra acústica.
- Chetes - Piano.
- Rodrigo Guardiola - Batería.
- Andrés Sánchez - Percusiónes, Aro de sonajas.
- Yamil Rezc - Percusiónes, Vibráfono.